# L'Homme à la peau de bique
L'Homme à la peau de bique est une nouvelle policière de Maurice Leblanc, publiée d’abord dans L'Amour selon des romanciers français (volume in-12), publiée chez Baudinière, en mai 1927. Cette nouvelle isolée, qui met en scène Arsène Lupin, précède les quatre nouvelles publiées en feuilleton qui seront ultérieurement regroupées avec quatre autres dans L'Agence Barnett et Cie.
De fait, cette nouvelle est à rattacher au recueil Les confidences d'Arsène Lupin où elle fut publiée sous le titre « A tragedy in the Forest of Morgues » dans la version anglaise The Confessions of Arsène Lupin (1912) traduite par Alexander Texeira de Mattos. De la même manière, la version française de L'Agence Barnett et Cie se voit amputée d'un titre: « Le Pont qui s'effondre ».
À travers cette nouvelle, Maurice Leblanc rend hommage à Edgar Poe, un écrivain pour lequel il a souvent dit son admiration.

## Résumé
Un dimanche, à la sortie de l’église, les habitants de Saint-Nicolas voient arriver en trombe une voiture, une limousine découverte, qui manque d’entrer dans la foule et poursuit sa course éperdue en zigzaguant, en direction de la forêt de Morgues. Quelques personnes ont eu le temps d’apercevoir le conducteur, un homme, coiffé d’une toque de fourrure et de larges lunettes de pilote, assis sur une banquette recouverte d’une peau de chèvre et à côté duquel gémissait une femme renversée sur le siège, la tête ensanglantée.
On suit les traces et on retrouve la voiture versée dans un virage, puis le corps d’une femme dont le visage a été écrasé sous un bloc de pierre. Aucune trace du conducteur. Pas de plaque d'immatriculation. On apprend plus tard que la veille, au soir, une même limousine, rideaux baissés, avait été remarquée, avec un couple, à trois cents kilomètres de là. Mais bientôt, à dix-huit kilomètres de Saint-Nicolas, dans des ronces, au fond d’une prairie, un berger découvre le cadavre d’un homme en putréfaction. Sa tête est aussi en bouillie et rien non plus ne permet de l’identifier.
Le mystère s’épaissit, la police et les journaux avancent diverses hypothèses. Un journal qui a conclu que même Arsène Lupin donnerait sa langue au chat, reçoit un étrange télégramme qui se termine ainsi : « Le drame de Saint-Nicolas est un mystère pour enfant en nourrice. Signé : Arsène Lupin »…